# Cavallo Pazzo
Cavallo Pazzo (in inglese Crazy Horse; in lakota Tashunka Uitko, Tashunka Witko o Tȟašúŋke Witkó a seconda delle traslitterazioni, letteralmente "Il suo cavallo è pazzo" comunemente tradotto come "Cavallo Pazzo"), nato nella regione del Bear Butte a nord-est delle Black Hills nell'attuale stato del Dakota del Sud; (data di nascita sconosciuta, probabilmente nei primi anni 1840 – Fort Robinson, 5 settembre 1877) è stato un condottiero nativo americano della tribù degli Oglala Lakota (Sioux).
Personaggio leggendario, gli sono state attribuite imprese memorabili e fantastiche come quella che lo voleva invulnerabile ai proiettili o che narrava che il suo spirito aleggiasse ancora tra le tribù dei pellerossa.

## Il nome
In lingua lakota, Tȟašúŋke Witkó significa letteralmente "Cavallo Pazzo", da intendersi come "imbizzarrito", ma anche come "folle" o, meglio, "posseduto" essendo la follia, per i Lakota, segno o frutto di un particolare rapporto con il Grande Spirito. La parola Witkó infatti, in lingua lakota sta a significare la condizione di alterazione tipica del contatto con il sacro, oltre che la follia in senso lato. Tȟašúŋke, invece indica il cavallo, aggiungendo il prefisso tha- che significa "grande" al nome šúŋke cioè "cane". Cavallo quindi letteralmente significa "grande cane", nome che fu dato a questo quadrupede dai nativi americani alla prima vista dei cavalli portati in America dai conquistadores agli inizi del XVI secolo.

## I primi anni

### Infanzia
Cavallo Pazzo nacque nella regione del Bear Butte (Matȟó Pahá per i Lakota), nell'attuale Dakota del Sud, intorno al 1840 durante uno dei periodici raduni che i Lakota tenevano in quella zona. I genitori appartenevano a due diversi sottogruppi di Sioux. Il padre, Tȟašúŋke Witkó (Cavallo Pazzo), era un Oglala, mentre la madre, Tȟašína Ȟlaȟlá Wiŋ (Donna dalla coperta tintinnante), secondo alcune fonti apparteneva alla famiglia dei Minneconjou, secondo altre era una donna della tribù dei Brulè ed era sorella di Siŋté Glešká (Coda Chiazzata). Alla nascita gli fu dato il nome Čháŋ Óhaŋ (In mezzo agli alberi), ma fu presto chiamato dalla madre in modo affettuoso Pȟehíŋ Yuȟáȟa ("Curly" ovvero "Ricciuto") a causa dei suoi capelli particolarmente ricci o anche Žiží ("Light Hair" ovvero "Capelli chiari") per il loro colore castano chiaro (cosa, questa, rarissima tra i nativi americani). Seguendo le tradizioni, Ricciuto fu allevato secondo le usanze tribali: intenso allenamento fisico e molto tempo trascorso in preghiera e solitudine, come era consuetudine per i giovani della tribù. Imparò presto ad andare a cavallo, ad usare arco e frecce, a cacciare piccoli animali e dimostrò subito grande abilità in tutte queste attività. Quando raggiunse la maturità e dimostrò di esserne degno, suo padre gli cedette il suo nome, Cavallo Pazzo appunto, e lui ne prese uno nuovo, Waglúla (Verme).

### La visione
Per i giovani Lakota la spiritualità, il contatto con il mondo degli Spiriti, si manifestava attraverso la visione che veniva raggiunta seguendo un preciso rituale tribale che includeva la solitudine, il digiuno e spesso anche ferite autoinflitte. Ricciuto aveva una profonda spiritualità che lo portava a vivere in armonia con tutto ciò che fa parte del Cerchio della vita: la Terra, il Sole, il cielo, gli alberi e gli animali. Tutto riportava a Wakan Tanka, il Grande Spirito, creatore di tutto e presente in ogni cosa. Ma la sua spiritualità si esprimeva soprattutto attraverso il sogno che alimentava con il suo sconfinato potere fantastico. Egli sognava di diventare un guerriero coraggioso e un capo autorevole e rispettato dalla sua gente. Si raccoglieva spesso in se stesso, nel silenzio e nella solitudine, alla ricerca di una visione che potesse aprirgli un squarcio sul futuro. Un giorno Ricciuto si ritirò da solo nella zona dei laghi nelle Sand Hills (Nebraska) e per due giorni di veglia ininterrotta e senza cibo invocò il Grande Spirito di avere un sogno che gli fosse da guida sul sentiero della vita. E quella visione tanto cercata e destinata ad influenzare profondamente il suo futuro, alla fine arrivò.
Nella sua visione Ricciuto vedeva il Sacro Cerchio della vita chiudersi intorno a un guerriero che, fluttuando nell'aria, cavalcava contro i nemici in un turbinio di pallottole e di frecce che lo sfioravano senza tuttavia colpire né lui, né il suo cavallo. Quel guerriero portava una sola penna tra i capelli sciolti, il segno di un fulmine impresso su una guancia e gocce bianche come chicchi di grandine sul corpo. Quando la visione svanì Verme, suo padre, la interpretò e disse a Ricciuto che quel guerriero era lui e che la penna, il segno del fulmine e i chicchi di grandine dovevano diventare la sua abituale pittura di guerra.
La profezia espressa dalla visione doveva incredibilmente dimostrarsi vera nel corso degli anni. Cavallo Pazzo non fu mai sconfitto in battaglia e non venne mai ferito dai nemici. L'unica ferita la subí quando venne colpito accidentalmente da una freccia mentre stava prelevando uno scalpo.

### L'uomo e il guerriero
Di Cavallo Pazzo non si hanno documenti fotografici. Quello che sappiamo di lui ci viene dalla descrizione di individui che lo hanno conosciuto. Cavallo Pazzo era di statura superiore alla media, aveva corporatura snella, occhi scuri e pelle di colore più chiaro rispetto a quella degli altri Oglala. Nei lunghi capelli di solito portava una sola penna di falco e dietro l'orecchio metteva, a mo' di amuleto, una pietruzza datagli da un "uomo di medicina".
Malgrado fosse il guerriero più famoso della sua tribù e uno dei Portatori di casacca, aveva conservato il suo carattere schivo e riflessivo. Parlava poco, anche quando partecipava al Gran Consiglio Tribale, ma le sue parole erano sempre ascoltate con grande attenzione e rispetto dagli altri membri del Consiglio. Gelido il modo con cui liquidò la richiesta del governo di Washington di acquistare le Black Hills «Non si vende la terra su cui la gente camminaǃ». Questo era l’uomo.
Poi c'era il guerriero ed era tutt'altra cosa. Se il primo era calmo e riflessivo, il secondo era scaltro e audace. Era capace di cavalcare a pelo e, aggrappato alla criniera del cavallo, di scomparire di lato per nascondersi alla vista degli avversari. Si inebriava quando si lanciava a galoppo sfrenato nelle praterie, provava un sacro furore quando si avventava contro i nemici e, forte del ricordo della visione, prese parte in maniera temeraria a molteplici scontri contro le storiche tribù nemiche di Crow, Pawnee e Shoshoni. Questi scontri, tuttavia, erano spesso poco più che schermaglie generate dal predominio sul territorio, dal possesso di cavalli o da questioni di caccia. Poi cominciarono quelli con i primi coloni e con i soldati e allora fu guerra vera. L'attrito tra gli indiani e i bianchi diventò crescente, le battaglie con i coloni e le Giacche Blu per il dominio delle pianure sempre più frequenti e fu allora che Cavallo Pazzo cominciò a battersi per un ideale più nobile: la libertà del suo popolo.

## Il capo di guerra
Cavallo Pazzo si era già distinto nel gruppo degli uomini-esca che, con la loro tattica spericolata, erano stati determinanti nella battaglia del Platte Bridge (luglio 1865) e, subito dopo, in quella delle Red Buttes nell'allora Territorio del Wyoming. Gli attacchi erano stati portati da forze congiunte di indiani Lakota Sioux e Cheyenne del Nord contro postazioni dell'esercito degli Stati Uniti. L'audacia e la temerarietà dimostrate in entrambe le battaglie e soprattutto l'entusiasmo e la voglia di combattere che riusciva a infondere negli altri guerrieri gli valsero il titolo di Ogle Tanka Un ("Portatore di Casacca" ovvero "Capo di guerra").
Una volta assurto al ruolo di capo di guerra degli Oglala Sioux, Cavallo Pazzo divenne uno dei grandi protagonisti nella lotta intrapresa contro lo sterminio degli indiani delle Grandi pianure. Anche dopo la rinuncia alla rivolta armata da parte dei grandi capi Nuvola Rossa e Coda Chiazzata, le cui imprese avevano caratterizzato il ventennio precedente, egli proseguì nell'offensiva insieme con il quasi coetaneo Fiele (Gall in inglese, Piji in lingua lakota) e il più anziano Toro Seduto.

### Massacro di Fetterman
È questa una vicenda terribile che si inquadra in quella che gli storici chiamano la "guerra di Nuvola Rossa" combattuta tra il 1866 e il 1868 per il controllo del territorio del fiume Powder e per contrastare il transito delle carovane di coloni che percorrevano la pista Bozeman (Bozeman Trail) per raggiungere il Montana.

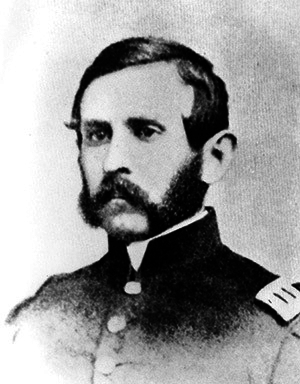
Il capitano William J. Fetterman

Dicembre del 1866: Oglala Sioux, Cheyenne ed Arapaho si erano accampati a una decina di chilometri a nord di Fort Phil Kearny, lungo il Bozeman Trail. Il loro scopo era quello di attirare i soldati in una trappola non sentendosi in grado di attaccare direttamente il forte che sorgeva in posizione elevata ed era ben protetto. Mentre il grosso degli indiani si nascose nel punto dove doveva scattare l'agguato, Cavallo Pazzo insieme a Pioggia in Faccia  e ad altri sei uomini-esca raggiunse il forte. Gridando e correndo tutt'intorno con i loro cavalli essi riuscirono ad attirare un contingente di ottanta soldati comandati dal capitano William Judd Fetterman fuori dal forte.
Fetterman era un giovane ufficiale che si era ben distinto nella guerra di secessione americana, ma che non aveva nessuna esperienza nella lotta contro gli indiani. Per giunta era uno spaccone che usava dire «Datemi un'ottantina di soldati e spazzerò via tutta la nazione Sioux».
Era la mattina del 21 dicembre e quell'occasione sembrava fosse arrivata. Malgrado avesse ricevuto ordini precisi dal colonnello Carrington, comandante del forte, di essere cauto e di non allontanarsi troppo dal presidio, Fetterman ignorò tutto e, spinto dalla sua presunzione, andò a cacciarsi dritto dritto nel luogo dell’imboscata. La battaglia fu violentissima. In meno di mezz'ora tutti i soldati furono uccisi e poi i loro corpi orrendamente mutilati, probabilmente come rivalsa per l'analogo, terribile eccidio compiuto dai soldati del colonnello Chivington in quello che è noto come il massacro di Sand Creek di due anni prima.
La nazione, sgomenta, apprese l'orribile notizia dai giornali che la diffusero definendola il "massacro di Fetterman", mentre per gli indiani, che pure in quell'azione avevano subito pesanti perdite, quella era stata la "battaglia dei Cento Morti".

### Battaglia dei cassoni dei carri
Il 2 agosto 1867, sempre nell'ambito della Guerra di Nuvola Rossa, Cavallo Pazzo partecipò con i suoi Oglala alla 'battaglia dei cassoni dei carri' (Wagon Box Fight in inglese) anche questa volta nei pressi di Fort Phil Kearny.

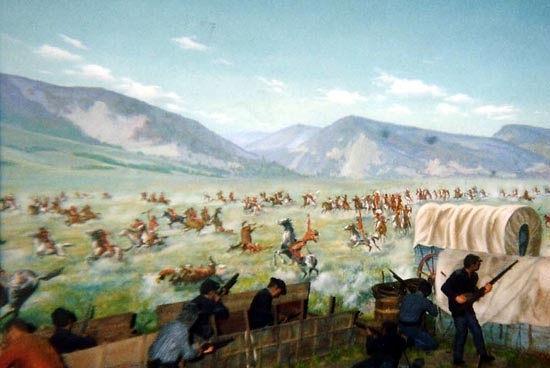
Illustrazione della Wagon Box Fight (2 agosto 1867)

Utilizzando la loro solita tattica, gli uomini-esca di Cavallo Pazzo attaccarono un gruppo di soldati-boscaioli che stavano raccogliendo legna a qualche chilometro dal forte e ciò nel tentativo di far uscire gli altri soldati allo scoperto. Cavallo Pazzo svolse il suo compito con l'abituale audacia, ma la smania di combattere indusse un centinaio di giovani guerrieri ad uscire prematuramente dai loro nascondigli e la sorpresa fallì. La maggior parte dei soldati riuscì a mettersi al riparo dietro ai cassoni dei carri disposti a forma di cerchio rinforzati con tronchi d'albero.
Gli indiani continuarono a lungo a galoppare in tondo intorno a quella improvvisata fortificazione, ma furono investiti da un fuoco micidiale e continuo che impedì loro di avvicinarsi troppo al cerchio dei carri. I soldati infatti erano dotati dei nuovi fucili Springfield a retrocarica che erogavano un volume di fuoco di tre volte superiore quello dei fucili ad avancarica. Ciò provocò perdite consistenti tra le file degli Oglala che alla fine desistettero e si ritirarono. Come esito dello scontro, i soldati subirono solo cinque morti e alcuni feriti mentre gli indiani lasciarono sul terreno una sessantina di morti.

### La guerra contro i Sioux del 1876
Giugno 1876. La campagna militare contro gli indiani "ostili" che si erano rifiutati di rientrare nelle riserve era in pieno svolgimento e aveva come teatro il territorio del Powder River abitualmente praticato dai Sioux e dai loro alleati. La regione è quella delle pianure del nord-ovest dove scorrono i fiumi Powder, Tongue, Rosebud e Bighorn.
In quegli ultimi anni Cavallo Pazzo aveva imparato a conoscere le strategie militari e i comportamenti dei soldati e, mostrando grande capacità tattica, era sempre riuscito ad adeguare le sue azioni sul campo di battaglia contrastando efficacemente un nemico meglio equipaggiato e meglio armato.
Ne è prova ulteriore la battaglia combattuta sulle rive del torrente Rosebud (17 giugno) contro le Giacche Blu del generale George Crook. Alla carica ordinata da Crook, Cavallo Pazzo, evitando lo scontro frontale, rispose con una ritirata strategica disperdendo i suoi guerrieri sul campo per poi colpire i soldati sui fianchi. La battaglia che ne seguì durò diverse ore, con tutta una serie di azioni disconnesse combattute tra i diversi gruppi in cui si era spezzata la colonna di soldati.
Gli Oglala di Cavallo Pazzo e i Cheyenne, con veloci ritirate e fulminei dietro-front, riuscirono nel loro intento di tenere separati i soldati per poi metterli in seria difficoltà anche a causa di un campo di battaglia estremamente accidentato. Al tramonto gli indiani si ritirarono e la battaglia cessò. Malgrado le forti perdite subite (38 morti e 55 feriti) e l'enorme dispendio di munizioni, nel suo rapporto Crook sostenne di aver vinto la battaglia.
In realtà dopo la battaglia, Crook ripiegò fino al campo di Goose Creek in Wyoming, cinquanta chilometri a sud del Rosebud. Inoltre Crook, in maniera sconsiderata, non informò gli altri generali impegnati nella campagna di quanto accaduto ponendo, in tal modo, le basi per la disfatta di George Armstrong Custer al Little Bighorn.

### Battaglia del Little Bighorn
Una settimana dopo, il 25 giugno nelle prime ore del pomeriggio, Custer con il 7º Reggimento di cavalleria attaccò l'enorme accampamento che Sioux, Cheyenne e Arapaho avevano posto sulla sponda occidentale del fiume Little Bighorn. La coalizione indiana, capeggiata da Cavallo Pazzo, Fiele e Toro Seduto (per gli Hunkpapa) e da Due Lune (per i Cheyenne), poteva contare su una forza di circa 3000 guerrieri.
Sul ruolo che Cavallo Pazzo ebbe nella battaglia i pareri degli storici sono contrastanti. Ciò che sappiamo lo abbiamo appreso dalle testimonianze che alcuni partecipanti alla battaglia hanno rilasciato in seguito. Tutti sono concordi nell'affermare che Cavallo Pazzo combatté con grande impeto e sprezzo del pericolo e fu uno dei grandi protagonisti di quella giornata.

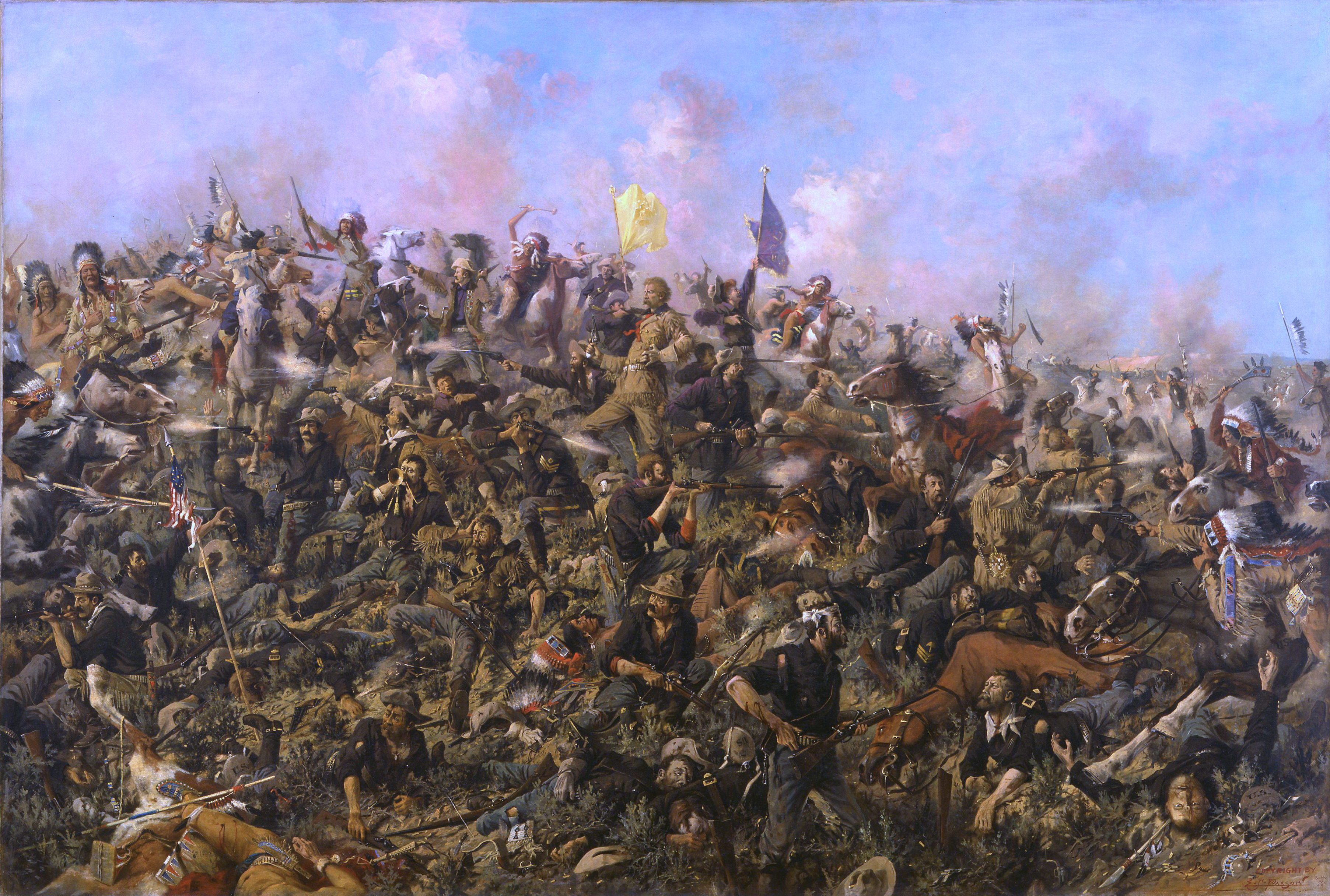
L'ultima resistenza di Custer, dipinto di Edgar Samuel Paxson del 1899. Il quadro è conservato nel Buffalo Bill Center of the West, a Cody, Wyoming

 Dopo aver contrastato l'avanzata dei soldati del maggiore Marcus Reno che aveva attaccato a sud, Cavallo Pazzo si diresse con i suoi guerrieri a nord nella zona dove stavano operando gli squadroni di Custer. Questi, resosi conto che l'attacco a sorpresa contro il villaggio indiano era ormai fallito, cercò una posizione difensiva in un luogo elevato, in cima al colle che oggi porta il suo nome. 
Gli indiani salirono sul colle dal versante opposto e si disposero in un'ampia formazione a ventaglio. I guerrieri, un migliaio circa, erano dipinti con vivaci colori di guerra, portavano copricapo variopinti e le loro armi scintillavano sotto il sole. Davanti a loro c'era Cavallo Pazzo con i consueti ornamenti di combattimento: una penna di falco tra i capelli, la pietruzza-amuleto dietro l’orecchio e i segni del fulmine dipinti sul volto. Uno spettacolo bello e terribile al tempo stesso.
Anticipando le mosse di Custer, Cavallo Pazzo ancora una volta evitò lo scontro frontale e con una manovra ardita e rapida colpì i soldati sul fianco disgregandone subito la compattezza. I guerrieri, lanciando urli di guerra, si abbatterono con furia incontenibile sui soldati annientando ogni loro tentativo di resistenza. Il Sioux Hunkpapa Little Soldier, testimone dello scontro, tempo dopo dichiarò «il più grande combattente dell'intera battaglia è stato Crazy Horse». In meno di venti minuti l'intero contingente di troopers venne sterminato e sul terreno restarono i corpi di Custer e dei suoi 225 uomini. Tra questi c'erano anche i fratelli di Custer, Tom e Boston, il nipote Autie Reed e il cognato James Calhoun. L'ufficiale uscito da West Point, il fiero protagonista di tante battaglie della guerra di secessione, prima, e delle campagne contro gli indiani, dopo, era stato battuto sul campo dal Figlio delle Grandi Pianure.

### Morte di Cavallo Pazzo
Il successo indiano fu però di breve durata: i federali si ripresero subito dal colpo e l'anno successivo, il 6 maggio 1877, Cavallo Pazzo, alla testa di 900 Oglala stremati dalla fame, si consegnò al tenente Philo Clark comandante di Fort Robinson (Nebraska). A causa della gelosia di Nuvola Rossa, capo Oglala e responsabile della riserva, e di Coda Chiazzata, capo dei Sichangu, Cavallo Pazzo fu tradito e condotto con l'inganno davanti alla baracca dove poi sarebbe stato accoltellato, con la falsa promessa che sarebbe andato a parlare con il presidente degli Stati Uniti. Morì poco prima della mezzanotte del 5 settembre 1877, trafitto da una baionetta, alla presumibile età di trentasette anni. Il cadavere di Cavallo Pazzo fu prelevato dai genitori e portato a nord di Pine Ridge, nella valle del torrente Wounded Knee.

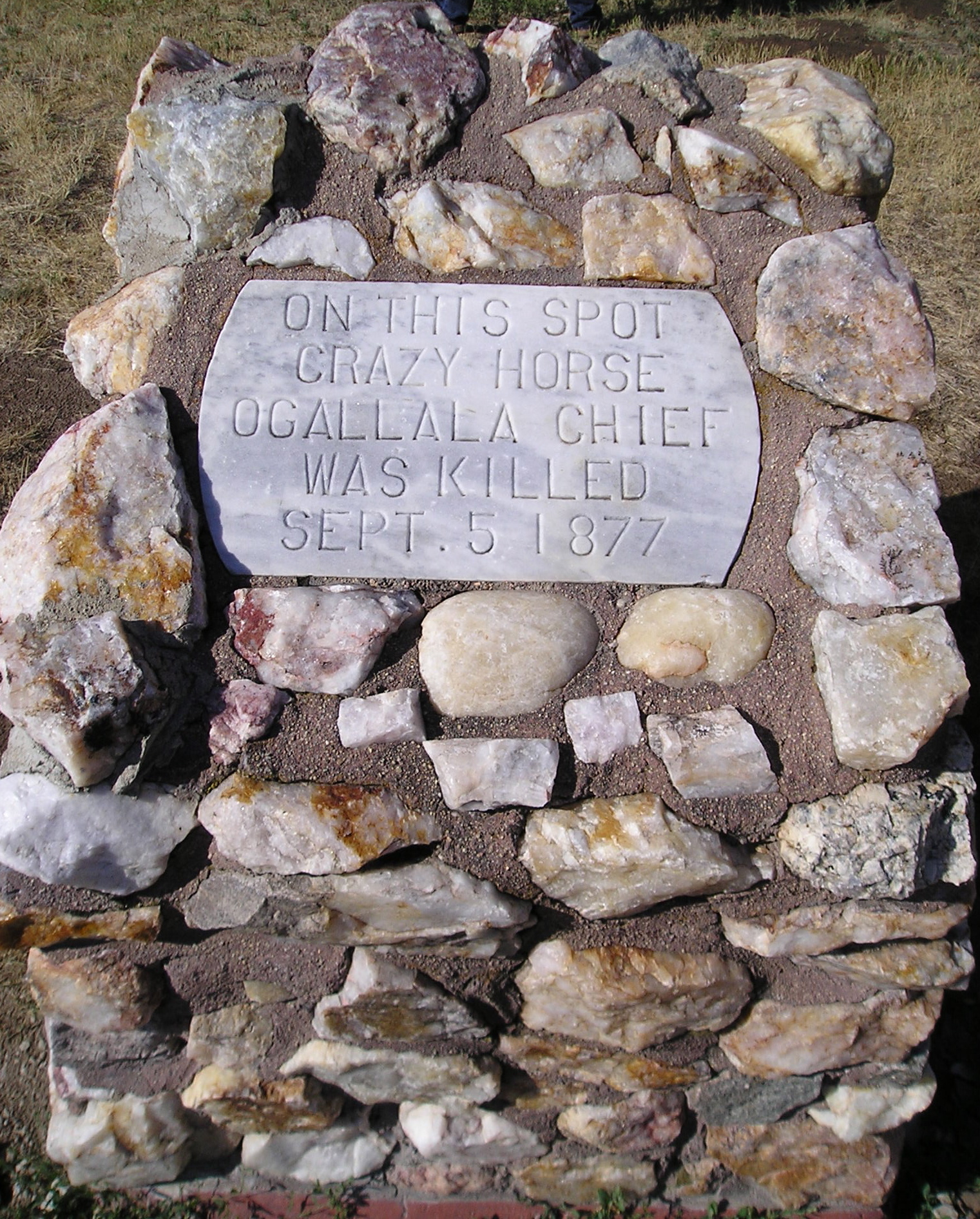
La lapide che segna il posto dove Cavallo Pazzo fu ucciso a Fort Robinson - Crawford (Nebraska). Dal 1955 la struttura militare è stata inglobata nel Fort Robinson State Park.

Da qualche parte laggiù, ma non si sa precisamente dove, essi ne avvolsero il corpo in una pelle di bisonte e lo collocarono su un catafalco per il rito funebre. Il luogo della sua sepoltura non è mai stato individuato.
La vita di Cavallo Pazzo acquistò presto contorni mitici e perfino sulle circostanze della sua morte esistono versioni discordanti. Alcune fonti indicano che sarebbe stato ucciso dalla baionetta di un soldato dopo essersi arreso con la sua tribù, altre riferiscono che Cavallo Pazzo, nel settembre del 1877, aveva lasciato la riserva senza autorizzazione per accompagnare la moglie malata dai genitori e il Generale George Crook, temendo che tentasse un ritorno alla lotta, ne avrebbe ordinato l'arresto. Cavallo Pazzo inizialmente non avrebbe opposto resistenza ma, resosi conto che lo stavano conducendo in prigione, cominciò a lottare con i soldati. Mentre era trattenuto da Piccolo Grande Uomo, suo vecchio conoscente passato alla polizia indiana che lo stava scortando, Cavallo Pazzo fu pugnalato da un soldato semplice di nome William Gentles,, che gli conficcò una baionetta nella pancia o, secondo altre fonti, nella schiena.
A Cavallo Pazzo è dedicato il Crazy Horse Memorial, un ciclopico progetto iniziato nel lontano 1948 dallo scultore Korczak Ziolkowski sulla Thunderhead Mountain nelle Black Hills (Dakota del Sud) e che è ancora ben lontano dall'essere terminato.
Nel 1982 il Servizio Postale degli Stati Uniti (USPS), nell'ambito della serie ”Grandi Americani”, ha dedicato a Cavallo Pazzo un francobollo con nominale da 13 cent. Dopo Sequoyah, esponente della nazione Cherokee, il grande capo Oglala è stato il secondo nativo americano ad essere ricordato in quella serie. Poiché non esistono documenti fotografici di Cavallo Pazzo, le fattezze del suo viso riprodotte sul francobollo sono state disegnate dall'artista Brad Holland sulla base dei bozzetti elaborati da Korczak Ziolkowski per la costruzione del Crazy Horse Memorial in Sud Dakota.

## Cavallo Pazzo nella filmografia
La figura di Cavallo Pazzo è stata proposta dal cinema sotto varie sfaccettature, ma non sempre è stata trattata con obiettività. Qui di seguito un elenco dei film nei quali compare il grande guerriero oglala con indicato anche il nome dell'attore che ne ha interpretato il ruolo:
- General Custer at Little Big Horn[48] - USA - Regia di Harry L. Fraser  (1926) - Black Hawk
- La storia del generale Custer (They Died with Their Boots on) - USA - Regia di Raoul Walsh (1941) - Anthony Quinn
- La strage del 7º Cavalleggeri (Sitting Bull) - USA Regia di Sidney Salkow (1954) - Iron Eyes Cody
- Furia indiana (Chief Crazy Horse)[49] - USA - Regia di George Sherman (1955) - Victor Mature
- Il massacro dei Sioux (The Great Sioux Massacres) - USA - Regia di Sidney Salkow (1965) - Iron Eyes Cody
- Sfida a White Buffalo (The White Buffalo)[50] - USA - Regia di J. Lee Thompson (1977) - Will Sampson
- Cavallo Pazzo (Crazy Horse) - USA - Regia di John Irvin (1996) - Michael Greyeyes

## "Hoka Hey!"
Il grido di guerra di Cavallo Pazzo era comune nella tribù Oglala ed era Hoka Hey! È un buon giorno per morire!, che suona come "Va bene uomini! È un buon giorno per morire!". A causa di ciò il motto Hoka Hey è impropriamente utilizzato, come traduzione della seconda parte della frase, dall'associazione dei veterani dell'esercito degli Stati Uniti oltre che da diversi club e società sportive.
Il motto è stato in seguito utilizzato in Star Trek come proverbio Klingon, acquisendo notorietà, ed è in seguito comparso in diversi film tra cui Linea mortale con Kevin Bacon e in Piccolo grande uomo con Dustin Hoffman. Inoltre è usato come citazione in diversi videogiochi legati a Star Trek e a Starcraft.
"Hoka Hey" è indicato anche come una delle possibili etimologie del ben più conosciuto modo di dire americano okay, la cui pronuncia inglese è molto simile all'originale Oglala.